# Sixième circonscription législative d'Estonie

Localisation de la circonscription

La Sixième circonscription législative d'Estonie est une circonscription électorale estonienne. Cette circonscription se compose d'un Maakond : Région du Viru occidental. Elle est représentée par 5 sièges au Riigikogu.

## Résultats

### Années 2020

#### 2023
| Parti                  | Parti                                         | Voix   | %     | +/-  | Sièges | +/-           | A.S.c. |
| ---------------------- | --------------------------------------------- | ------ | ----- | ---- | ------ | ------------- | ------ |
|                        | Parti de la réforme d'Estonie (ERE)           | 8 783  | 31,06 | 7,31 | 1      | en stagnation | -      |
|                        | Parti populaire conservateur d'Estonie (EKRE) | 5 779  | 20,44 | 0,98 | 1      | en stagnation | +1     |
|                        | Isamaa (IE)                                   | 3 881  | 13,72 | 6,56 | 0      | 1             | -      |
|                        | Parti du centre d'Estonie (EKE)               | 3 788  | 13,40 | 6,54 | 0      | 1             | -      |
|                        | Estonie 200 (E200)                            | 2 474  | 8,75  | 5,68 | 0      | en stagnation | +1     |
|                        | Parti social-démocrate (SDE)                  | 2 110  | 7,46  | 1,55 | 0      | en stagnation | -      |
|                        | La Droite (P)                                 | 844    | 2,98  | Nv.  | 0      | en stagnation | -      |
|                        | Parti de la gauche unie d'Estonie (EÜVP)      | 415    | 1,46  | 1,42 | 0      | en stagnation | -      |
|                        | Parti vert estonien (EER)                     | 150    | 0,53  | 0,62 | 0      | en stagnation | -      |
|                        | Indépendants (2)                              | 53     | 0,19  | -    | 0      | en stagnation |        |
|                        |                                               |        |       |      |        |               |        |
| Votes valides          | Votes valides                                 | 28 277 | 99,40 |      |        |               |        |
| Votes invalides        | Votes invalides                               | 172    | 0,60  |      |        |               |        |
| Total                  | Total                                         | 28 449 | 100   | -    | 2      | 2             | 2      |
| Abstentions            | Abstentions                                   | 18 328 | 39,18 |      |        |               |        |
| Inscrits/Participation | Inscrits/Participation                        | 46 777 | 60,82 |      |        |               |        |

| Parti | Parti | Députés                                 |
| ----- | ----- | --------------------------------------- |
|       | ERE   | - Hanno Pevkur                          |
|       | EKRE  | - Anti Poolamets - Evelin Poolamets (C) |
|       | E200  | - Tarmo Tamm (C)                        |

### Années 2010

#### 2019
| Parti                  | Parti                                         | Voix   | %     | +/-   | Sièges | +/-           | A.S.c. |
| ---------------------- | --------------------------------------------- | ------ | ----- | ----- | ------ | ------------- | ------ |
|                        | Parti de la réforme d'Estonie (ERE)           | 6 396  | 23,75 | 3,16  | 1      | en stagnation | -      |
|                        | Parti populaire conservateur d'Estonie (EKRE) | 5 768  | 21,42 | 12,17 | 1      | 1             | -      |
|                        | Isamaa (IE)                                   | 5 461  | 20,28 | 1,24  | 1      | en stagnation | -      |
|                        | Parti du centre d'Estonie (EKE)               | 5 371  | 19,94 | 0,48  | 1      | en stagnation | -      |
|                        | Parti social-démocrate (SDE)                  | 2 428  | 9,01  | 5,84  | 0      | en stagnation | +1     |
|                        | Estonie 200 (E200)                            | 828    | 3,07  | Nv.   | 0      | en stagnation |        |
|                        | Parti vert estonien (EER)                     | 310    | 1,15  | 0,41  | 0      | en stagnation |        |
|                        | Parti libre d'Estonie (EVA)                   | 185    | 0,69  | 7,49  | 0      | en stagnation |        |
|                        | Parti de la biodiversité (EE)                 | 175    | 0,65  | Nv.   | 0      | en stagnation |        |
|                        | Parti de la gauche unie d'Estonie (EÜVP)      | 12     | 0,04  | 0,02  | 0      | en stagnation |        |
|                        |                                               |        |       |       |        |               |        |
| Votes valides          | Votes valides                                 | 26 934 | 99,32 |       |        |               |        |
| Votes invalides        | Votes invalides                               | 185    | 0,68  |       |        |               |        |
| Total                  | Total                                         | 27 119 | 100   | -     | 4      | 1             | 1      |
| Abstentions            | Abstentions                                   | 17 464 | 39,17 |       |        |               |        |
| Inscrits/Participation | Inscrits/Participation                        | 44 583 | 60,83 |       |        |               |        |

| Parti | Parti | Députés                |
| ----- | ----- | ---------------------- |
|       | ERE   | - Taavi Rõivas         |
|       | EKRE  | - Anti Poolamets       |
|       | IE    | - Üllar Saaremäe       |
|       | EKE   | - Siret Kotka-Repinski |
|       | SDE   | - Indrek Saar (C)      |

#### 2015
| Parti                  | Parti                                         | Voix   | %     | +/-  | Sièges | +/-           | A.S.c. |
| ---------------------- | --------------------------------------------- | ------ | ----- | ---- | ------ | ------------- | ------ |
|                        | Parti de la réforme d'Estonie (ERE)           | 7 247  | 26,91 | 0,07 | 1      | en stagnation | -      |
|                        | Parti du centre d'Estonie (EKE)               | 5 241  | 19,46 | 2,73 | 1      | en stagnation | -      |
|                        | Union Pro Patria et Res Publica (IRL)         | 5 127  | 19,04 | 2,20 | 1      | en stagnation | -      |
|                        | Parti social-démocrate (SDE)                  | 4 000  | 14,85 | 9,99 | 0      | 1             | -      |
|                        | Parti populaire conservateur d'Estonie (EKRE) | 2 492  | 9,25  | 3,27 | 0      | en stagnation | -      |
|                        | Parti libre d'Estonie (EVA)                   | 2 204  | 8,18  | Nv.  | 0      | en stagnation | -      |
|                        | Parti de l'unité nationale (RÜE)              | 324    | 1,20  | Nv.  | 0      | en stagnation | -      |
|                        | Parti vert estonien (EER)                     | 199    | 0,74  | 1,15 | 0      | en stagnation | -      |
|                        | Parti de l'indépendance estonienne (EIP)      | 83     | 0,31  | 0,14 | 0      | en stagnation | -      |
|                        | Parti de la gauche unie estonienne (EUV)      | 17     | 0,06  | Nv.  | 0      | en stagnation | -      |
|                        |                                               |        |       |      |        |               |        |
| Votes valides          | Votes valides                                 | 26 934 | 99,18 |      |        |               |        |
| Votes invalides        | Votes invalides                               | 223    | 0,82  |      |        |               |        |
| Total                  | Total                                         | 27 157 | 100   | -    | 3      | 1             | 0      |
| Abstentions            | Abstentions                                   | 18 742 | 40,83 |      |        |               |        |
| Inscrits/Participation | Inscrits/Participation                        | 45 899 | 59,17 |      |        |               |        |

| Parti | Parti | Députés           |
| ----- | ----- | ----------------- |
|       | ERE   | - Valdo Randpere  |
|       | EKE   | - Siret Kotka     |
|       | IRL   | - Marko Pomerants |

#### 2011
| Parti                  | Parti                                          | Voix   | %     | +/-   | Sièges | +/-           | A.S.c. |
| ---------------------- | ---------------------------------------------- | ------ | ----- | ----- | ------ | ------------- | ------ |
|                        | Parti de la réforme d'Estonie (ERE)            | 7 618  | 26,84 | 2,67  | 1      | en stagnation | -      |
|                        | Parti social-démocrate (SDE)                   | 7 050  | 24,84 | 10,50 | 1      | en stagnation | +1     |
|                        | Union Pro Patria et Res Publica (IRL)          | 6 027  | 21,24 | 2,84  | 1      | en stagnation | -      |
|                        | Parti du centre d'Estonie (KESK)               | 4 747  | 16,73 | 8,22  | 1      | en stagnation | -      |
|                        | Union populaire estonienne (ERL)               | 1 696  | 5,98  | 3,01  | 0      | en stagnation | -      |
|                        | Les Verts (EER)                                | 535    | 1,89  | 5,19  | 0      | en stagnation | -      |
|                        | Parti des démocrates-chrétiens estoniens (EKD) | 216    | 0,76  | 0,64  | 0      | en stagnation | -      |
|                        | Parti de l'indépendance estonienne (EIP)       | 127    | 0,45  | 0,13  | 0      | en stagnation | -      |
|                        | Parti russe en Estonie (VEE)                   | 81     | 0,29  | 0,14  | 0      | en stagnation | -      |
|                        | Indépendant                                    | 282    | 0,99  | -     | 0      | en stagnation |        |
|                        |                                                |        |       |       |        |               |        |
| Votes valides          | Votes valides                                  | 28 379 | 98,85 |       |        |               |        |
| Votes invalides        | Votes invalides                                | 326    | 1,14  |       |        |               |        |
| Total                  | Total                                          | 28 705 | 100   | -     | 4      | en stagnation | 1      |
| Abstentions            | Abstentions                                    | 20 170 | 41,27 |       |        |               |        |
| Inscrits/Participation | Inscrits/Participation                         | 48 875 | 58,73 |       |        |               |        |

| Parti | Parti | Députés                              |
| ----- | ----- | ------------------------------------ |
|       | ERE   | - Hanno Pevkur                       |
|       | SDE   | - Indrek Saar - Rannar Vassiljev (C) |
|       | IRL   | - Marko Pomerants                    |
|       | EKE   | - Peeter Võsa                        |